# 天山前延首蛛
天山前延首蛛（学名：Archaraeoncus tianshanicus）为皿蛛科前延首蛛属的动物。在中国大陆，分布于新疆等地，多生活于草丛。该物种的模式产地在新疆。